# Tunesische Regierung

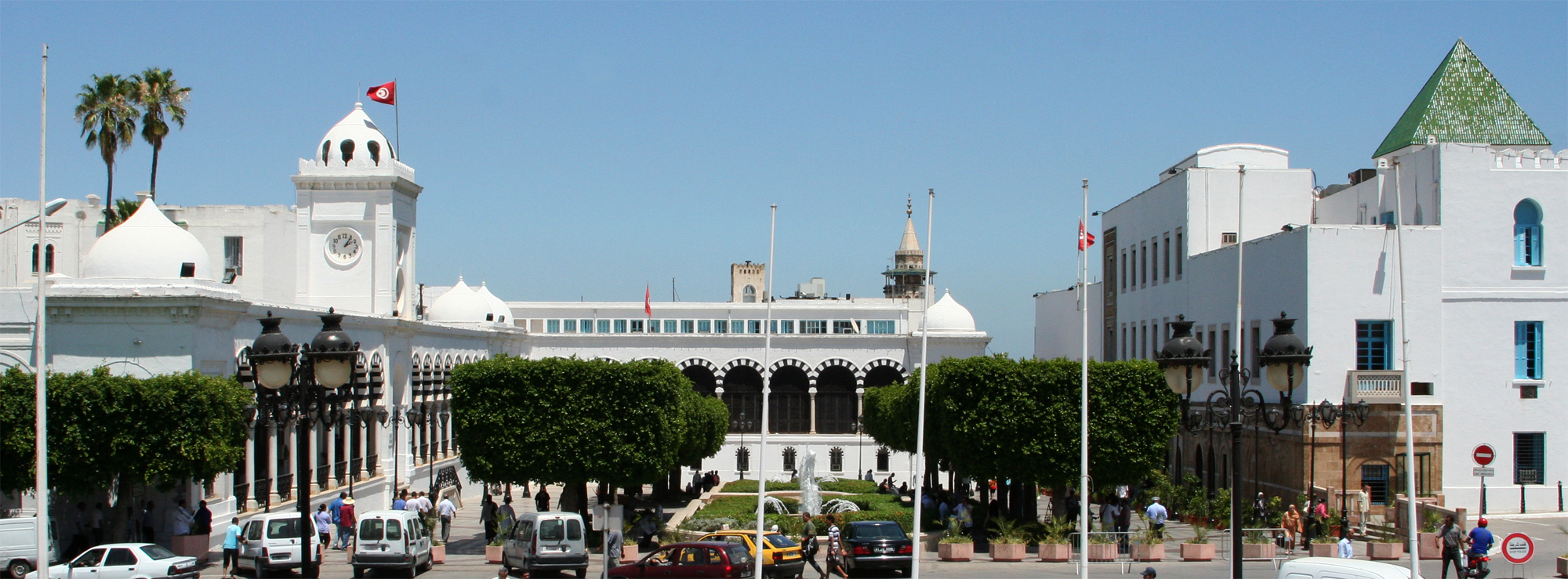
Platz der Regierung am Rand der Medina von Tunis: Sitz des Generalsekretariats der Regierung (links) und des Ministerpräsidenten im Dar El Bey (rechts)

Die Regierung der Republik Tunesien besteht aus dem Regierungschef (in deutschen Texten oft, aber nicht dem Wortlaut der Verfassung entsprechend: Ministerpräsident) und den von ihm ernannten Ministern und Staatssekretären. Ihre Struktur und Kompetenzen sind in Artt. 89–101 der im Januar 2014 verabschiedeten neuen Verfassung der Republik Tunesien geregelt. Die Regierung ist gemeinsam mit dem Staatspräsidenten in einer Doppelspitze Inhaberin der ausführenden Gewalt; an ihrer Spitze steht der Regierungschef, Art. 71. Diese beiden konkurrierenden Pole, Präsident und Regierungschef, sind eine Reaktion auf die diktatorisch-autokratische Vergangenheit des tunesischen politischen Systems, die durch die Revolution 2011 überwunden und in einem langwierigen Prozess der Verfassungsgebung zugunsten eines Systems der checks and balances durch ein demokratisches, semipräsidentielles Regierungssystem ersetzt wurden.
Der Regierungschef wird vom Präsidenten vorgeschlagen und wählt selbst seine Minister und Staatssekretäre aus, die Außen- und Verteidigungsminister aber in Abstimmung mit dem Präsidenten (Art. 89 Abs. 1). Der Präsident muss innerhalb von einer Woche nach Feststellung des endgültigen Ergebnisses der jeweiligen Wahl zur Volksrepräsentantenversammlung den Kandidaten der stärksten dort vertretenen Partei vorschlagen (Art. 89 Abs. 2). Dieser muss innerhalb von einem Monat ein Kabinett zusammenstellen und dieses dann mit einer Kurzfassung des Regierungsprogramms zur Vertrauensabstimmung im Parlament stellen, nach deren erfolgreichem Verlauf der Präsident ihn und die Minister ernennt (Art. 89 Abs. 4). Diese Frist kann auf bis zu vier Monate mit Konsultation durch den Präsidenten verlängert werden, wenn kein Kabinett zustande kommt oder die Vertrauensabstimmung verlorengeht, bevor es zu Neuwahlen kommen muss (Art. 89 Abs. 2–3).
Die Kompetenzen der Regierung sind im Einzelnen in Art. 91 geregelt. Sie ist grundsätzlich für alle Angelegenheiten der ausführenden Gewalt zuständig, insbesondere verfügt der Regierungschef über die allgemeine Richtlinienkompetenz (Artt. 91 f.) und hat eine „überragende Stellung“ in der Regierung, besonders beim Erlass von Dekreten (Art. 94), sofern nicht die ausdrücklich benannten Kompetenzen des Präsidenten betroffen sind. Dessen Kompetenzen umfassen laut Art. 77 Auswärtiges, Verteidigung und innere Sicherheit; in diesen Bereichen leitet der Präsident auch den Ministerrat (Art. 93) und kann auch andere Kabinettssitzungen leiten. Darin zeigt sich die schwache Position des Regierungschefs, die noch dadurch verstärkt wird, dass er gemäß Artt. 95–97 dem ebenfalls mit einer starken Stellung ausgestatteten Parlament verantwortlich ist und von dessen Vertrauen er und seine einzelnen Minister abhängen. Art. 97 sieht vor, dass der Regierungschef durch ein konstruktives Misstrauensvotum einer absoluten Mehrheit des Parlaments gestürzt werden kann, während gegen den Staatspräsidenten eine Zweidrittelmehrheit erforderlich ist (Art. 88). Die Macht des Präsidenten ist insofern beschränkt, als er selbst die Regierung nicht auflösen kann, sondern er muss das Parlament zur Vertrauensabstimmung auffordern; nach zwei von ihm initiierten und von der Regierung überstandenen Abstimmungen muss der Präsident selbst zurücktreten (Art. 99). Kompetenzkonflikte zwischen Regierungschef und Staatspräsidenten werden vom neu eingerichteten Verfassungsgericht entschieden (Art. 101).
Laut der Analyse des Juristen Achim-Rüdiger Börner ist problematisch, dass die Kompetenzen zwischen Präsidenten und Premier nicht genau aufeinander abgestimmt sind (Artt. 77 und 93); das Zusammenspiel der Verfassungsorgane insbesondere im Gesetzgebungsverfahren sei unbestimmt. Nach der Einschätzung von Chawki Gaddes von der Heinrich-Böll-Stiftung besteht nach dem Verfassungstext strukturell eine „klare Vorherrschaft“ des Parlaments gegenüber der ausführenden Gewalt, allerdings sei diese Formulierung ohne Vorbild und schaffe ein „latentes Ungleichgewicht“, das „weder ein rein präsidentielles, noch ein vollständiges parlamentarisches System“ etabliere. Die Analyse der Verfassung bei OpenDemocracy weist darauf hin, dass Missbrauch nicht wirksam bekämpft werden kann, da Begrenzungen der jeweiligen Zuständigkeiten kaum festgelegt worden seien. Die Verfassung betont besonders die Wichtigkeit der inneren Sicherheit, deren Wahrung vollständig in die Hand des Präsidenten gelegt wird, ohne ihn zu beschränken, insbesondere in Fällen des Notstands (Art. 80). Nach der Einschätzung des KAS-Büroleiters in Tunis, Hardy Ostry, wurde diese starke Stellung des Präsidenten von der säkularen Opposition in der verfassunggebenden Versammlung durchgesetzt, um ein starkes Gegengewicht gegen das Parlament aufzubauen, während die gemäßigt islamistische Ennahda, die 2011 bis 2013 die Politik dominierte, eine starke Stellung des Regierungschefs favorisiert hatte. Insofern sei die Stellung der Regierung vom „Kompromissgedanken“ getragen.

## Belege
1. ↑  Verfassung der Republik Tunesien. Tunis, den 26. Januar 2014. deutsch. Übersetzung durch den Sprachendienst des Deutschen Bundestages. In: KAS.de, S. 26–30.
2. 1 2  Achim-Rüdiger Börner: Die neue Verfassung der Republik Tunesien – Eine Einführung. PDF. In: Gesellschaft für Arabisches und Islamisches Recht, Februar 2014, S. 10.
3. ↑  Zu den Regelungen im Überblick Achim-Rüdiger Börner: Die neue Verfassung der Republik Tunesien – Eine Einführung. PDF. In: Gesellschaft für Arabisches und Islamisches Recht, Februar 2014, S. 8–10.
4. ↑  Key Aspects of Tunisia’s New Constitution. In: AhramOnline, 26. Januar 2014.
5. ↑  Chawki Gaddes: Die politische Ordnung Tunesiens gemäß der Verfassung von 2014. In: Heinrich-Böll-Stiftung: Dossier: Tunesien wählt! 21. Oktober 2014.
6. ↑  Zaid al-Ali, Donia Ben Romdhane: Tunisia’s New Constitution: Progress and Challenges to Come. In: OpenDemocracy.net, 16. Februar 2014.
7. ↑  Hardy Ostry: Neue Verfassung für Tunesien tritt in Kraft. Unikat und Kompromiss zugleich. In: Konrad-Adenauer-Stiftung: Länderbericht Tunesien, 11. Februar 2014, S. 4 f. (Zitat S. 5).